# Ich sehe was, was du nicht siehst (2023)
Ich sehe was, was du nicht siehst (Originaltitel: The Wonderful Story of Henry Sugar) ist ein Kurzfilm von Wes Anderson aus dem Jahr 2023. Der Abenteuerfilm basiert auf der gleichnamigen Kurzgeschichte von Roald Dahl. Sie berichtet vom vermögenden Henry Sugar, der ein Buch stiehlt, das ihn lehrt, durch Objekte sehen zu können. In der Folge hat der Held beim Glücksspiel großen Erfolg; den finanziellen Gewinn lässt er mildtätig Kranken und Waisen auf der ganzen Welt zuteilwerden. Für die Titelrolle des Henry Sugar wurde Benedict Cumberbatch verpflichtet. Ich sehe was, was du nicht siehst wurde als erster einer vierteiligen Kurzfilmserie geplant. Die weiteren sind Der Schwan, Der Rattenfänger und Gift.
Die britisch-amerikanische Koproduktion wurde vom Streaming-Anbieter Netflix produziert und dort am 27. September 2023 veröffentlicht. Die Uraufführung erfolgte zuvor beim Filmfestival von Venedig. Im Jahr 2024 wurde das Werk mit dem Oscar in der Kategorie bester Kurzfilm ausgezeichnet.

## Handlung
Roald Dahl präsentiert seine neueste Kurzgeschichte, die als Titelhelden einem gewissen Henry Sugar folgt. Der 41-Jährige Londoner ist alleinstehend und durch den kürzlichen Tod seines Vaters zu großem Reichtum gelangt. Henry ist einen luxuriösen Lebensstil gewöhnt, hat nie in seinem Leben arbeiten müssen und bewegt sich nur in wohlhabenden Kreisen. Dennoch hat er den Drang, sein üppiges Vermögen stets zu vergrößern. Dies versucht er über Glücksspiel und ist dabei auch Betrug nicht abgeneigt. Beim Besuch eines Bekannten auf dem Land findet Henry in dessen Bibliothek ein geheimnisvolles blaues Notizheft und beginnt darin zu lesen.
Der angeblich wahrheitsgetreue Bericht stamme aus dem Jahr 1935 und schildere zwei Treffen zwischen dem indischen Arzt Z. Z. Chatterjee aus Kalkutta und dem sehr viel älteren Imdad Khan. Doktor Chatterjee wurde eines Tages in seinem Krankenhaus von Khan aufgesucht. Der bei einem Wanderzirkus angestellte Zauberkünstler behauptete, mit geschlossenen Augen sehen zu können. Tatsächlich gelang es Khan, sich trotz sorgfältig bandagierter Augen, im Hospital zurechtzufinden und mit einem Fahrrad am chaotischen Straßenverkehr teilzunehmen. Doktor Chatterjee besuchte daraufhin am Abend die Zirkusvorstellung, wo Khan weitere unglaubliche Kunststücke mit verbundenen Augen vollführte. Neugierig bot Chatterjee Khan an, einen Bericht über seine Fähigkeiten zu verfassen und in der bekannten Fachzeitschrift British Medical Journal zu veröffentlichen. Khan, der aus Kaschmir stammte, erzählte ihm daraufhin seine Lebensgeschichte.
Nach dem Besuch einer Zaubervorstellung sei Khan bereits als Kind von zu Hause fortgelaufen, um sich ebenfalls als Zauberer einer Theatertruppe anzuschließen. Schon bald sei er zur Hauptattraktion der Gruppe geworden. Als er von einem alten Yogi hörte, der Levitation beherrschen würde, habe er diesen heimlich aufgesucht und dessen Fähigkeit zu Schweben beobachtet. Als der Yogi Khan bemerkte, soll er ihn aus Wut mit einem Stein verletzt haben. Aus Reue habe er dann den 17-jährigen Khan informell unterrichtet. Der Yogi gab ihm den Rat, seinen Geist Kraft des Willens auf nur einen Gegenstand zu konzentrieren. Daraufhin visualisierte Khan jeden Abend seinen im Kindesalter verstorbenen Bruder. Im Alter von 34 Jahren habe er seinen Verstand drei Minuten auf einen Gegenstand konzentrieren können. Gleichzeitig soll er beim abendlichen Üben mit einer Kerze herausgefunden haben, dass er mit geschlossenen Augen sehen könne. Daraus entwickelte er seine berühmten Zaubernummern. Doch Khan sei betrübt darüber gewesen, dass seine über Jahrzehnte erworbene Fähigkeit vom Publikum nur als Trick wahrgenommen wurde. Über Nacht stellte Chatterjee seinen Bericht fertig. Als er am nächsten Tag mit einem Kollegen eine weitere Zirkusvorstellung Khans besuchen wollte, sei dieser aber bereits verstorben gewesen.
Henry stiehlt das Buch aus der Bibliothek. Er will Khans Fähigkeit erlernen, um den Wert einer umgedrehten Spielkarte zu erkennen. Fünfmal am Tag visualisiert er sein eigenes Gesicht und macht bemerkenswerte Fortschritte. Bereits nach drei Jahren kann er seinen Verstand fünf Minuten konzentriert einsetzen und die erste Spielkarte auf einem Stapel innerhalb von fünf Sekunden erkennen. Beim ersten Besuch eines Casinos gewinnt er in einer Stunde 30.000 Pfund. Er ist aber nicht erfreut über seinen Erfolg und stattdessen traurig, da er nun weiß, dass er jedes Glücksspiel im Voraus gewinnen wird. Am nächsten Tag wirft er das gewonnene Geld aus dem Fenster seines Stadthauses, womit er einen riesigen Tumult auf der Straße auslöst. Ein Polizist hält ihm eine wütende Standpauke und belehrt ihn, dass man solche Gewinne nicht einfach aus dem Fenster wirft, sondern für einen guten Zweck spendet. Henry entscheidet sich, in verschiedenen Verkleidungen regelmäßig Casinos auf der ganzen Welt aufzusuchen und das gewonnene Geld auf ein Schweizer Bankkonto einzuzahlen. Nur sein Buchhalter John Winston und der ihn liebende Maskenbildner Max Engelmann wissen von seiner Gabe. Henry stirbt schließlich im Alter von 63 Jahren an einer Lungenembolie. Seinen Plan hat er über 20 Jahre lang umgesetzt und dabei 644 Mio. Pfund verdient. Er hinterlässt 21 wohlgeführte Hospitäler und Waisenhäuser auf der ganzen Welt.
Dahl wird die Geschichte persönlich von Winston zugetragen. Dieser beauftragt ihn damit, eine kurze Chronik über die gemeinsam gegründete Firma Winston Sugar LLC aufzuschreiben und über Henrys geheime Karriere. Henrys wahre Identität soll aber verborgen bleiben.

## Entstehungsgeschichte

### Inspiration und Drehbuch

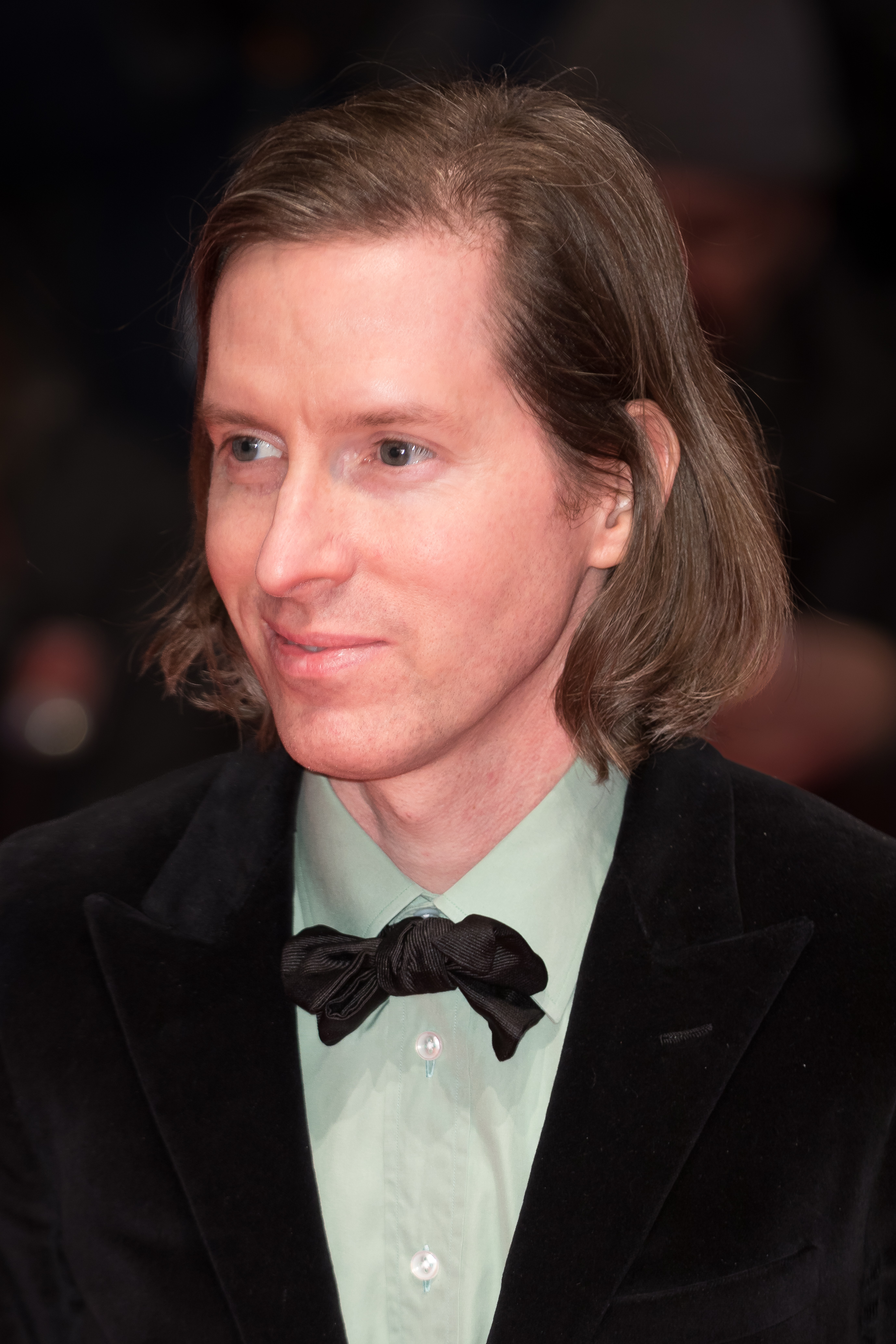
Regisseur Wes Anderson (2018)

Bei Ich sehe was, was du nicht siehst führte der US-amerikanische Filmemacher Wes Anderson die Regie und verfasste auch das Drehbuch. Es handelt sich um eine Verfilmung des gleichnamigen Kurzgeschichtenbands von Roald Dahl aus dem Jahr 1977, der aus insgesamt sieben Geschichten besteht. Robert Carrick ordnete im Jahr 2002 drei der sieben Werke der spekulativen Fiktion zu. Bei zwei Geschichten, The Boy Who Talked with Animals und The Swan, handle es sich ausnahmslos um Fantasien mit vermenschlichten Tieren. Allein die Titelgeschichte sei „beachtlich“. Ich sehe was, was du nicht siehst folge seinem Protagonisten von der unkonzentrierten Jugend über Wohlstand, der sinnlos werde, bis hin zur Philanthropie, aus der der Titelheld einen Gnadenzustand erlange. Die Konstruktion des Werks sei laut Carrick „ungewöhnlich“, einschließlich einer vollständigen Kurzgeschichte, die den Erwerb von telepathischen Fähigkeiten durch den Protagonisten beschreibt. Diese sei in eine Erzählung der Lebensgeschichte des Protagonisten eingebettet, die selbst Anteil an der Novelle nehme. Eine deutschsprachige Übersetzung von unter anderem Sybil Gräfin Schönfeldt war 1980 unter dem Titel Ich sehe was, was du nicht siehst erschienen, wobei diese anders als die Originalausgabe eine zusätzliche, achte Kurzgeschichte Dahls enthielt.
Regisseur Anderson selbst war mit den Werken Dahls aufgewachsen. Er und sein Bruder besaßen Ausgaben von Charlie and the Chocolate Factory (1964) und The Wonderful Story of Henry Sugar, wobei er sich eigenen Angaben zufolge vor allem für die Kinderbücher Fantastic Mr Fox (1970) und Danny the Champion of the World (1975) begeistert hatte. Im Jahr 2009 verarbeitete er Dahls erstgenanntes Buch erfolgreich zu einem klassisch inszenierten Animationsfilm, der für zwei Oscars nominiert wurde. Anderson hatte bereits im März 2001 Dahls Witwe Felicity („Liccy“) im ursprünglich von Dahl bewohnten „Gipsy House“ im südenglischen Buckinghamshire besucht und hatte dabei auch Gelegenheit, seine Original-Manuskripte durchzusehen.
Anfänglich war nicht bekannt, welche der Kurzgeschichten Anderson aus Dahls Buch verfilmen wollte. Allgemein wird aber davon ausgegangen, dass er drei Geschichten für Drehbücher berücksichtigte und diese im Stile von Ethan und Joel Coens Western The Ballad of Buster Scruggs (2018) als miteinander verbundene Kurzfilme realisieren will. Benedict Cumberbatch soll Henry Sugar spielen und als roter Faden durch die anderen Geschichten fungieren, indem er mehrere Rollen übernehmen soll. Die Kurzgeschichte um Henry Sugar handelt von einem Mann, der ein Buch stiehlt, das ihn lehrt, durch Objekte zu sehen und die Zukunft vorherzusagen. In der Folge gelingt der Figur beim Wettspiel großer finanzieller Erfolg, sie muss aber auch Verbrechern entkommen und mit einem Hollywood-Maskenbildner zusammenarbeiten, um neue Identitäten zu erschaffen. Auch gründet Sugar mit dem gewonnenen Geld eine Reihe von Waisenhäusern.

### Besetzung, Produktion durch Netflix und weitere geplante Dahl-Projekte

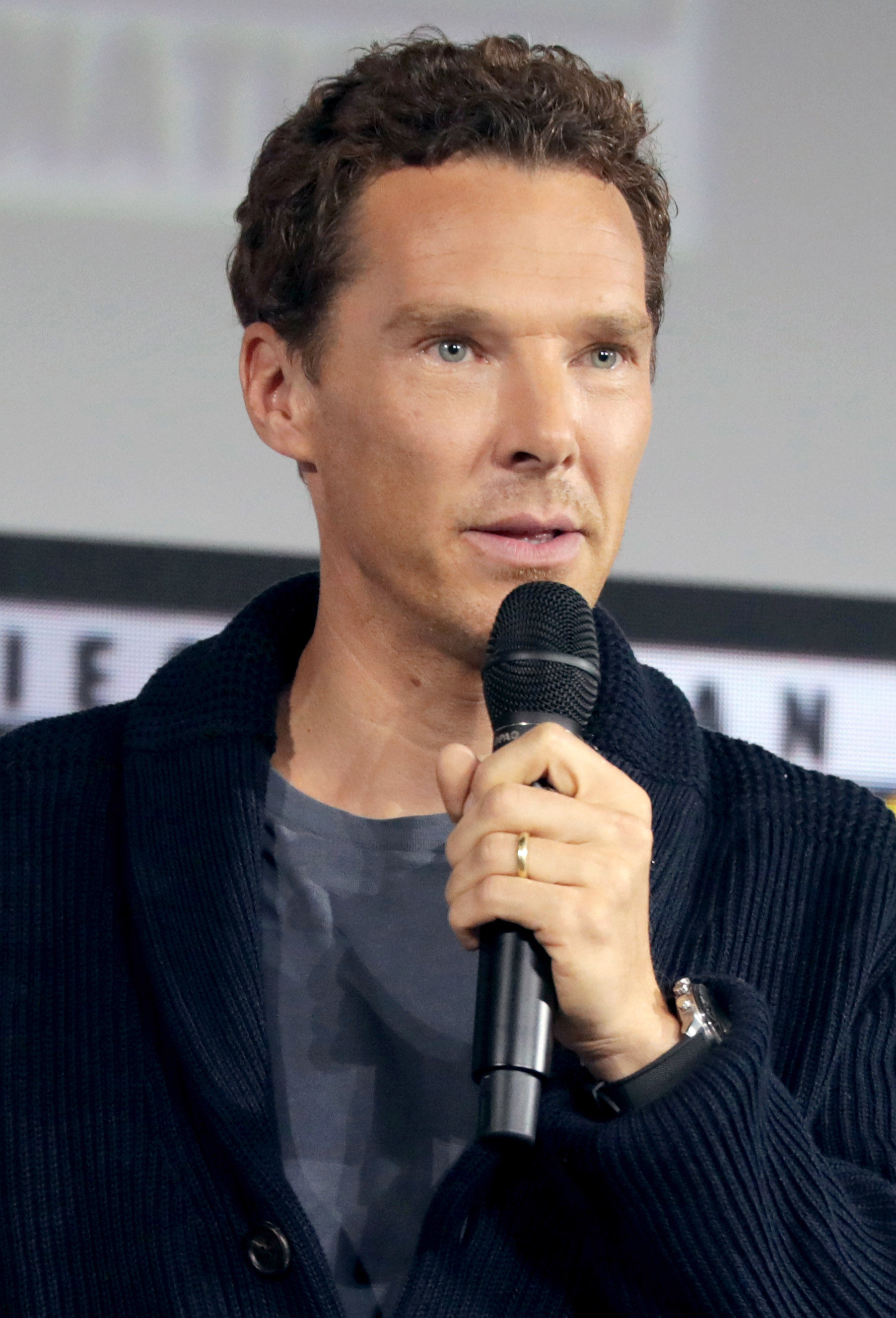
Hauptdarsteller Benedict Cumberbatch (2019)

Das Filmprojekt wurde Anfang Januar 2022 amerikanischen Branchenkreisen bekannt. Dabei hatte Regisseur und Drehbuchautor Anderson auch bereits erste Darsteller ausgewählt. Benedict Cumberbatch sollte in die Titelrolle des Henry Sugar schlüpfen und zusätzlich die Nebenfigur des Maskenbildners übernehmen. Auch das übrige Ensemble um Ralph Fiennes (Roald Dahl / Polizist), Dev Patel (Dr. Chatterjee / John Winston), Ben Kingsley (Imdad Khan / Croupier im Casino) sowie den wenig später verpflichteten Richard Ayoade (Dr. Marshall / Yogi) übernahm jeweils zwei Rollen. Die Dreharbeiten sollten eine Woche später in London beginnen. Für die weiteren Kurzfilme Der Schwan, Der Rattenfänger und Gift wurden die Rollen ebenfalls mit den Darstellern dieses Ensembles besetzt, zuzüglich Rupert Friend. Für die Kameraarbeit vertraute Anderson auf seinen jahrzehntelangen Weggefährten Robert D. Yeoman.
Anfang Februar 2022, nach einer kurzen Drehpause, pries Cumberbatch die Zusammenarbeit mit Anderson als „unglaublich“ und als „gar nicht so unähnlich wie“ mit Jane Campion an The Power of the Dog (2021). Abgesehen von den verschiedenen Stilen und Herangehensweisen der beiden Filmemacher würden sie ebenso an jedem Detail feilen und mit Hingabe arbeiten. Auch lobte der Schauspieler Szenenbild und Kostüme von Ich sehe was, was du nicht siehst. Für diese arbeitete Anderson unter anderem erneut mit Anna Pinnock, Adam Stockhausen, Kevin Timon Hill und Kasia Walicka-Maimone zusammen. Auch zog Cumberbatch von den zu lernenden Textzeilen Parallelen zu seiner Arbeit an der Fernsehserie Sherlock, durch die er weltweit bekannt geworden war.
Netflix hatte sich bereits im Jahr 2018 die Filmrechte an 16 bekannten Werken Dahls gesichert. Im September 2021 war bekannt geworden, dass der Streaminganbieter die Roald Dahl Story Company für eine ungenannte Geldsumme übernommen hatte. Damit hält Netflix sämtliche Verwertungsrechte an den Werken des Autors. Dieser hatte bis dahin postum über 300 Millionen Bücher verkauft, wobei seine Arbeiten in 63 Sprachen übersetzt wurden.
Gegenwärtig sind unter anderem neben Ich sehe was, was du nicht siehst mit Wonka (2023), Matthew Warchus’ Roald Dahls Matilda – Das Musical (2022), einer Verfilmung des gleichnamigen Musicals mit Emma Thompson, sowie der Miniserie Charlie and the Chocolate Factory weitere Film- und Fernsehprojekte von Werken Roald Dahls in Vorbereitung.
Mitte Juni gab Anderson in einem Interview an, dass es sich bei Ich sehe was, was du nicht siehst um einen Kurzfilm von circa 37 Minuten Länge handeln werde und nicht um einen Spielfilm, wie ursprünglich von Branchenkreisen vermutet. Er verglich sein neuestes Werk mit dem Kurzfilm Hotel Chevalier (2007), den er für das Unternehmen Apple inszeniert hatte sowie Folgen der BBC-Anthologie-Serie Play for Today.

## Veröffentlichung und Rezeption
Ich sehe was, was du nicht siehst wurde am 27. September 2023 auf Netflix veröffentlicht. Die Uraufführung fand zuvor am 1. September 2023 beim 80. Filmfestival von Venedig statt, wo das Werk außer Konkurrenz gezeigt wurde.
Auf der Website Rotten Tomatoes erhielt der Film bei Kritikern eine Zustimmungsrate von 98 Prozent bei über 40 ausgewerteten Rezensionen. Dies führte zu einer Durchschnittswertung von 8,2 von 10 möglichen Punkten. Zusammengefasst beweise Anderson, „dass sein unverwechselbarer Stil gut zu einer der süßesten Geschichten des Autors“ passe. Auf der Website Metacritic erhielt Ich sehe was, was du nicht siehst einen Metascore von 83 von 100 möglichen Punkten, basierend auf über 20 ausgewerteten englischsprachigen Kritiken. Dies entspricht allgemeiner Anerkennung („universal acclaim“). Sowohl bei Rotten Tomatoes als auch Metacritic fiel das Echo des Publikums verhaltener aus.